# Baranoff (Adelsgeschlecht)
Baranoff (russisch: Барановы) ist der Familienname eines russisch-schwedischen Adelsgeschlechts. Der von Bojaren abstammende russisch-uradelige Familienstamm war zuerst in Livland, später Estland und auf Ösel, ansässig. Hier standen sie in Diensten der schwedischen Könige. Später traten Familienangehörige in die Dienste des Russischen Zarenreiches ein. Zu Beginn des 20. Jahrhunderts wanderten einige Familienmitglieder nach Deutschland aus.

## Geschichte
Der schwedische Feldherr Pontus De la Gardie (1520–1585) führte 1580/81 die Schweden gegen das russische Kaiserreich zu Siegen und Gebietseroberungen. Im Jahre 1583 sind in Folge des Friedens zu Pljussa weitere russische Gebiete an Schweden gefallen, die erst 1595 – nach dem Frieden zu Teusina – an Moskau zurückgingen. Während dieser Periode traten russische Grundbesitzer, Bojaren und Offiziere in schwedische Militärdienste ein. Sie erhielten Güter in Estland und wurden in ihrer neuen Lebensumgebung deutsche Untertanen Schwedens. Zu ihnen gehörten auch vier Brüder der Familie Baranoff, ihr Vater war der Bojar Sachar (russisch: Захар Трофимович Баранов), russischer Oberst und Gutsbesitzer bei Koporje und Jama im Wyborgschen Kreis. Die Brüder waren:
- Woyn Baranoff (Воин Захарович Баранов, * um 1586, † 1620), er erhielt von Pontus de la Gardie 1586 Land auf der Insel Dagö und lebte 1590 auf Groß-Kesküll in der Wiek, die Familie erlosch 1647.
- Feodor Baranoff (*um 1587, † um 1613) wurde 1587 von König Johann III. ebenfalls mit Land auf Dagö belehnt. 1590 erhielt er das Gut Ochtel, auch diese Familie erlosch.
- Kaßjan Baranoff (auch Kassari = Cesar, Касьян Захарович Баранов, † 1628), der ein Truppenführer in schwedischen Diensten war, erhielt von König Johann III. 1590 das Dorf Klein-Kesküll. Diese Belehnung wurde 1594 von Sigismund III. und 1613 von Gustav II. Adolf bestätigt. 1610 erhielt er zwei Haken aus dem Dorf Leevre (Lewer) in der Gemeinde Märjamaa. Schließlich wurde er der Stammvater des älteren Hauptstammes „Haus Kasargen“ (Kasari). Dieser Hauptstamm existierte bis in das Jahr 1886.
- Menschick Gregorius Baranoff (Abgeleitet von russisch младший = der Jüngere, Меньшик Захарович Баранов, 1590 – 1623) war Hauptmann in schwedischen Diensten. Er erhielt 1590 Lechtigall, dieser Besitz wurde 1611 durch Karl IX. von Schweden und 1613 sowie 1624 durch König Gustav II. Adolf bestätigt. Darüber hinaus erhielt er vier Güter in Finnland. König Karl IX. erteilte ihm, gemeinsam mit drei weiteren estländischen Rittern den Planungsauftrag die Festung in Newa zu verstärken. Menschik ist der Stammvater des jüngeren Hauptstammes Lechtigall, welches bis in die heutige Zeit Nachkommen hat.

## Adelsstand
1666 waren die Baranoffs, als russischer Uradel, in das Schwedische Ritterhaus eingetragen worden. Auf eigenem Bestreben und nach Vorlage der Lehnsbriefe hatten Klaus Johann von Baranoff (*um 1621, † 1686 in Reval), Herr auf Lechtigall, Zacharias von Baranoff († 1663), Herr auf Klein-Kesküll und Friedrich Johann Gotthard von Baranoff beim estländischen Oberlandgericht ein „Attestatum nobilitaris“ erwirkt, welche bestätigte, „dass die Familie Baranoff von 1592 an unter den hiesigen Adel mitzuführen ist“. Infolgedessen wurde das Geschlecht der Baranoffs am 1. Februar 1745 in die estländische Ritterbank eingetragen. In die livländische Adelsmatrikel wurden 1830 Karl Friedrich von Baranoff und 1842 Dettloff Christoph von Baranoff in die Öselsche Matrikel übernommen.
Nikolai von Baranoff (* 1808 in Reval, † 1883 in Sankt Petersburg) war Generaladjutant Seiner Majestät Zar Nikolaus I. Er wurde 1846, wie auch seine Brüder Johann von Baranoff (1811–1884) und Paul von Baranoff (1814–1864) in den russischen Grafenstand erhoben, einige derer männlichen Nachkommen standen in hohen Diensten der Kaiserlich-russischen Armee und erlangten hohe Generalsränge.

## Wappen

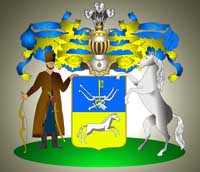
Wappen der russischen Gründerväter Baranoff (vor 1666)
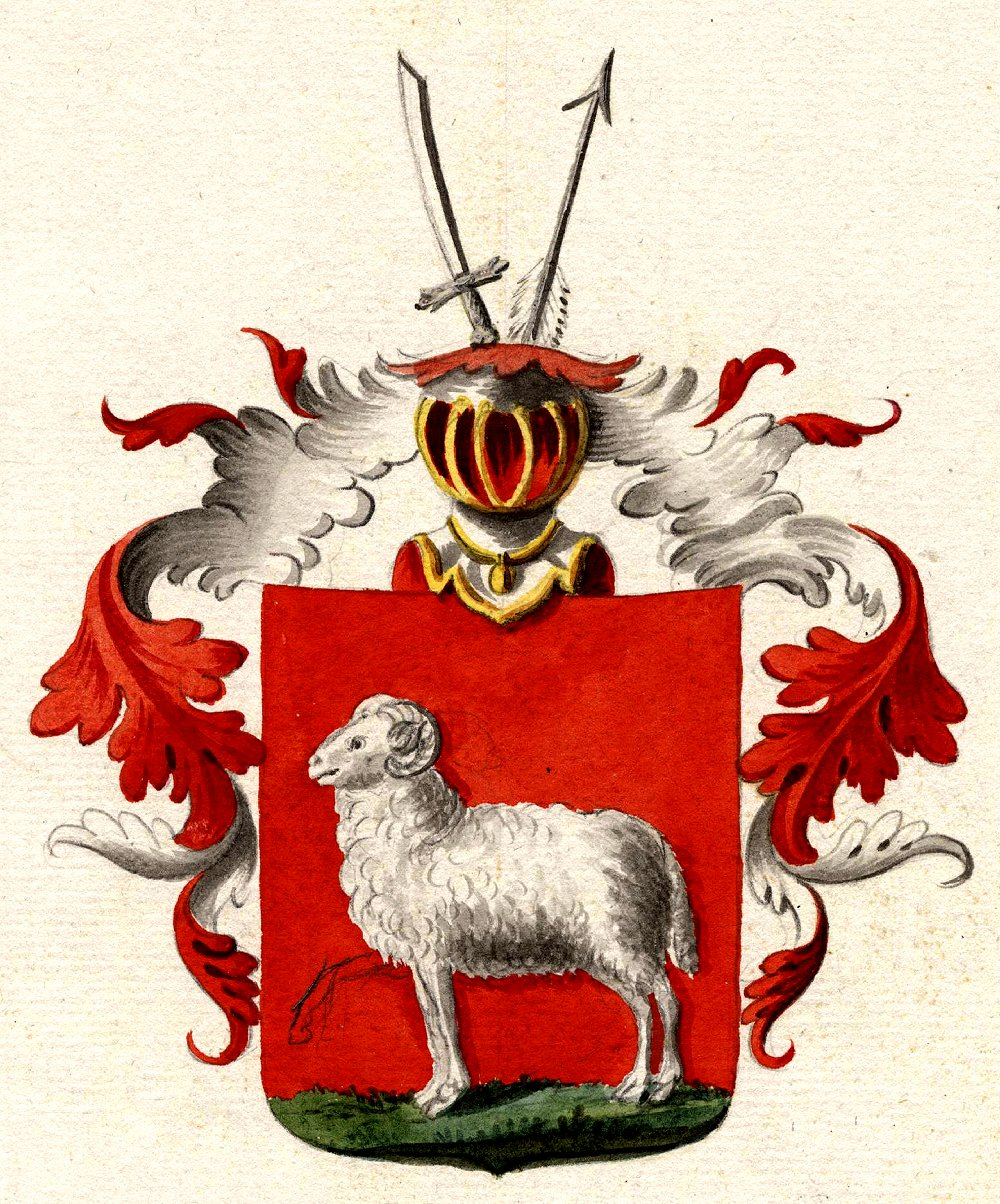
Wappen der baltischen Baranoffs (ab 1666)
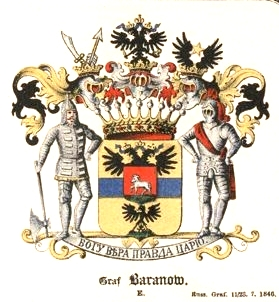
Wappen der Grafen von Baranoff (ab 1846)

## Stammtafel
Hauptstamm I. Haus Karsagen
Kassari, auch Kaßjan Baranoff († 1628), Herr auf Klein-Kesküll (Karsagen), Hauptmann in schwedischen Diensten, er ist der Stammvater des I. Hauses Kasargen ⚭ Barbara von Rehbinder
- Zacharias Baranoff (Захар Касьянович Баранов; † um 1663), Herr auf Klein-Kesküll ⚭ N.N. von Kursell a.d.H. Pargel († 1668)
  - Christoph Georg Baranoff († 1715), Herr auf Klein-Kesküll, schwedischer Leutnant ⚭ 1679 in Reval Hedwig Hauenschildt († 1703), Tochter des schwedischen Generalmajors Detloff Hauenschildt († 1703)
    - Georg Gustav Baranoff (1685 – 1756), Herr auf Klein-Kesküll, schwedischer Kapitän ⚭ 1. Ehe Margaretha von Wolffeldt († 1692), 2. Ehe Margaratha von Uexküll († 1794)

Hauptstamm II. Haus Lechtigall

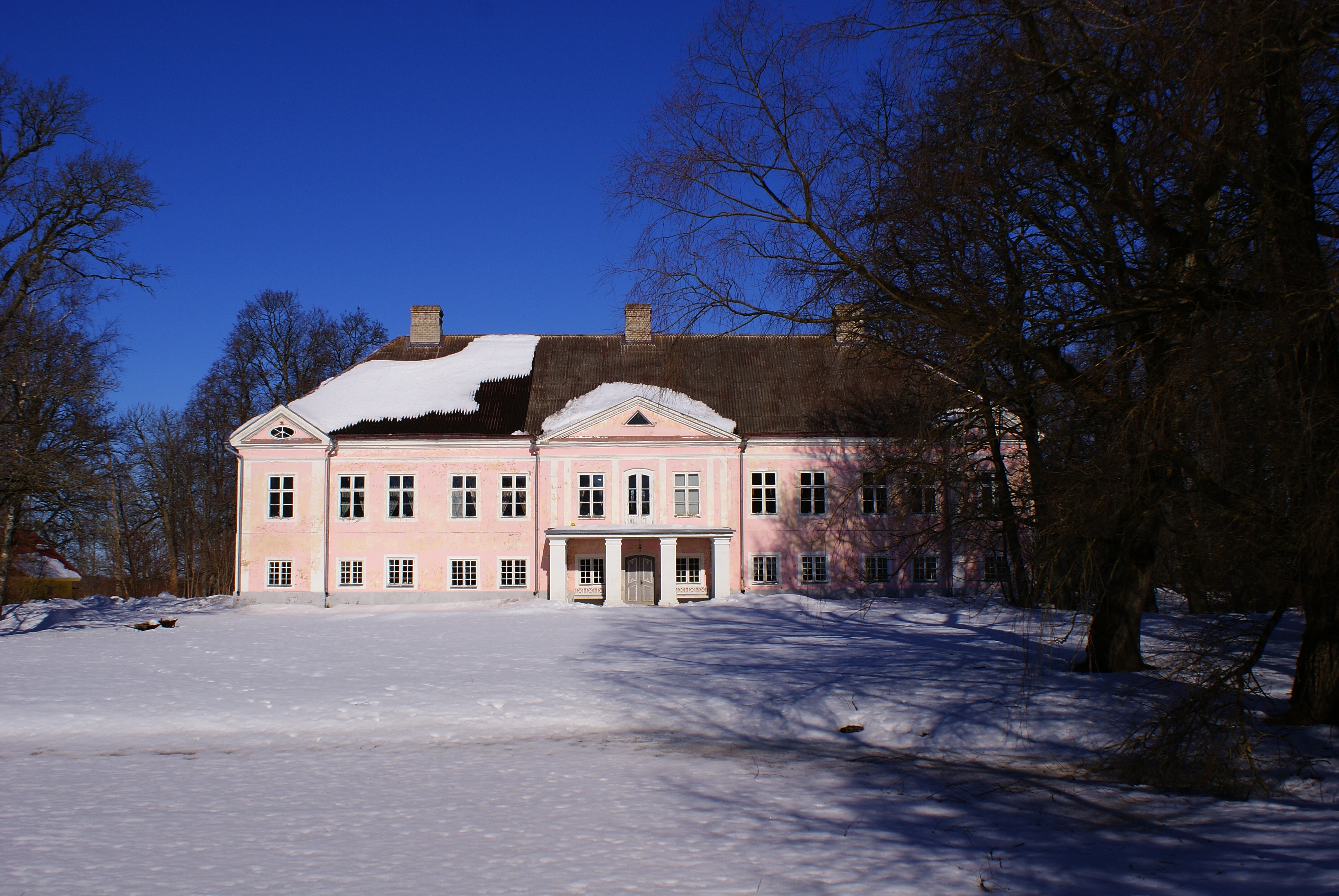
Ehemalige Gut Lechtigall

Menschik (Меньшик Захарович Баранов; 1590 – 1623), Herr auf Lechtigall (Letamois), Hauptmann in schwedischen Diensten er ist der Stammvater des II. Hauses Lechtigall ⚭ 3. Ehe Katharina von Uexküll
- 3. Ehe Klaus Johann (*um 1621, † 1686 in Reval), Herr auf Lechtigall, schwedischer Oberst, Mannrichter und Landrat ⚭ Anna Elisabeth von Uexküll († 1693)
  - Johann (1666 – 1719), Herr auf Groß-Lechtigall, schwedischer Kapitän, ⚭ 2. Ehe Barbara Helene von Wrangell (1681 – 1744)
    - 2. Ehe Carl Gustav (1713 – 1796), Herr auf Groß-Lechtigall, Besitzer von Waetz, Penningby (Gemeinde Raasiku), Arroküll, Rabbifer (Gemeinde Kohila), Bergel, Niens, Allenküll, Tecknal, Bremerfeld (Gemeinde Paide) und Kardis (Gemeinde  Jõgeva), Landrat und Wirklicher Staatsrat ⚭ Margaretha von Derfelden (1715 – 1791). Unter seinen Söhnen wurde die Familie weiter unterteilt:
      - Christoph Heinrich Gründer des Hauses Groß-Lichtigall-Allenküll
      - Peter Gründer des Hauses Arroküll-Waetz
      - Klaus Gustav Gründer des Hauses Pergel-Penningby

### I. Haus Groß-Lechtigall-Allenküll

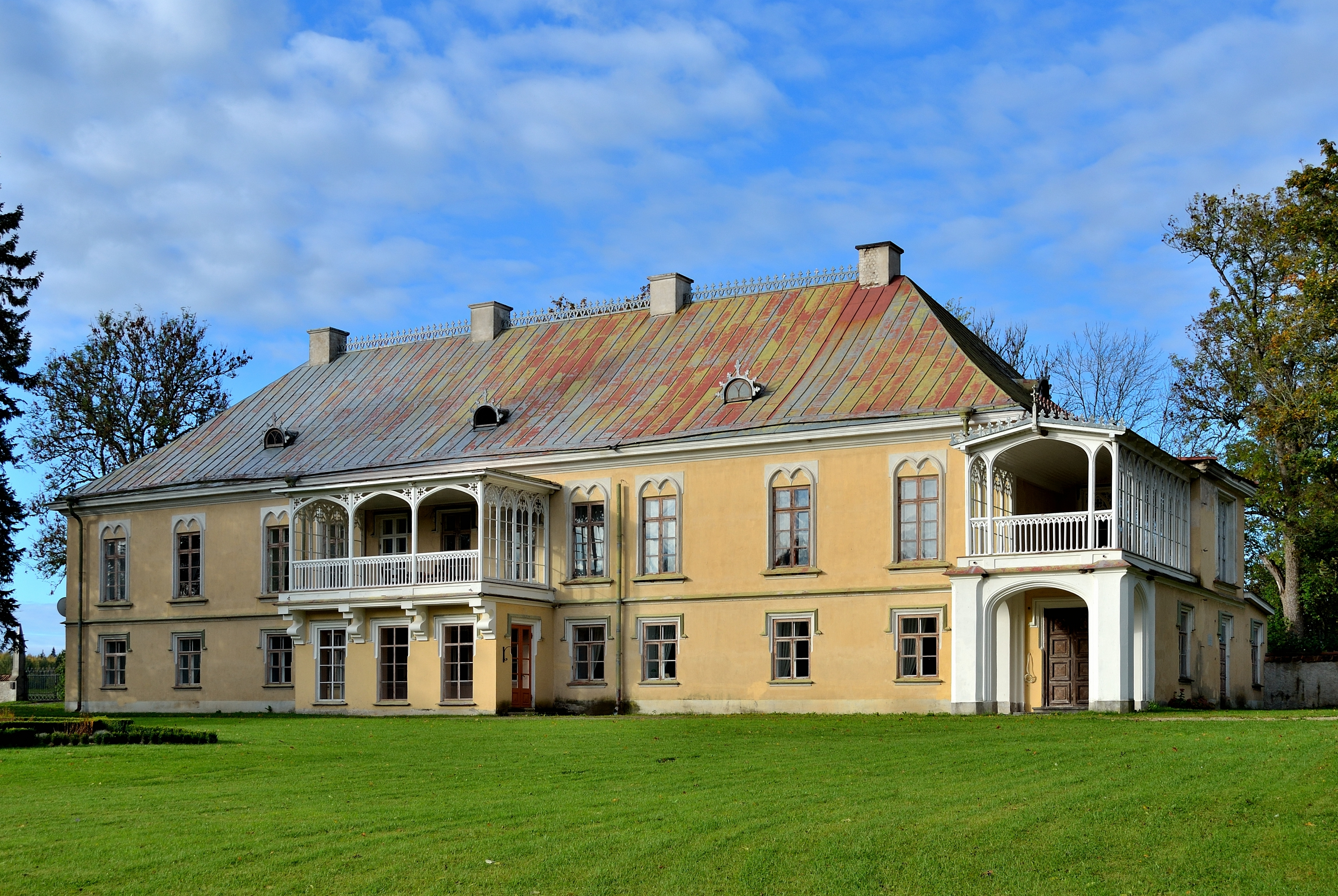
Herrenhaus auf Gut Lechtigall

Christoph Heinrich von Baranoff (1747–1818), Herr auf Groß-Lechtigall, Niens und Allenküll, Seconde-Major ⚭ Helene von Helffreich (1754 – 1820)
- Karl Gustav von Baranoff (1779 – 1848), Herr auf Allenküll, Mannrichter ⚭ Helene von Fock (1793 – 1870)
  - Nikolai von Baranoff; (Николай Карлович; * auf Allenküll 1817, † 1864 in Sankt Petersburg), Stabskapitän, Direktor des Zoll-Departements Sankt Petersburg, Wirklicher Staatsrat⚭ Marie Albrecht (1823 – 1893)
- Dettlof Christoph von Baranoff (1780 – 1856), Herr auf Groß-Lechtigall und Bremerfeld, Landrichter, ⚭ Juliane von Helffreich († 1807), 1842 Aufnahme in die livländische Adelsmatrikel
  - Trofim Heinrich von Baranoff (1812 – 1879), Generalmajor ⚭ Julie von Helffreich (1829 – 1912)
    - Alexei (Ali) Gregor von Baranow (Namensänderung) (1868 – 1934) ⚭ Agnes von Hoyningen-Huene (1877 – 1968)[4]
      - Sigurd Trofim Friedrich von Baranow (1902), Kaufmann in Hamburg

  - Gregor von Baranoff (* 1817 – 1891), Ingenieur-Leutnant ⚭ Elisabeth Aserjew († 1891)
    - Wassili von Baranoff (* 1852 in Sankt Petersburg, † 1905 auf Penningsby) ⚭ 1. Ehe Justine Tulitz

  - Alexei von Baranoff (1820 – 1863), Leutnant, Herr auf Bachel ⚭ Julie Marie von Helffreich (1829 – 1912)
  - Karl Christoph Arthur von Baranoff (1857 – 1905) ⚭ Marie von Stackelberg (1862 – 1902)
  - Konstantin von Baranoff (* 1859 in Reval, † 1936 auf Loal), Herr auf Loal, Generalmajor ⚭ 2. Ehe Marie Elisabeth von Reutern (Schwester seiner ersten Frau) (* 1864)
    - Alexei Basil von Baranoff (* 1898 in Sankt Petersburg) Dr. phil. In Göttingen ⚭ Maria Jansen (* 1900 in Essen)
    - Konstantin Alexander von Baranoff (* 1900 in Sankt Petersburg), Ingenieur in Berlin
    - Maria von Baranoff (* 1905 in Gattschina), im deutschen auswärtigen Dienst ⚭ Johann Albrecht von Rantzau (1900 – 1993)

  - Wilhelm Trofim Alexei von Baranoff (* 1860 in Reval, † 1918 in Omsk) ⚭ Emmeline von Stackelberg (* 1863)
    - Trofim Alexander von Baranoff (* 1903 in Reval), Bankbeamter in Schwerin

### II. Haus Arroküll-Waetz
Peter Karl von Baranoff (1748–1807), Herr auf Arroküll und Waetz ⚭ Johanna Juliane von Hastfer (1794–1823)
- Karl Georg von Baranoff (1770–1850), Herr auf Arroküll, Major ⚭ Margarethe von Güldenhof (1778–1850)
  - Peter Hermann von Baranoff (Петр Карлович Баранов; 1799–1871), Herr auf Arroküll, Generalleutnant ⚭ Baroness Marie Louise von Nikolay (1812–1877), Hoffräulein Ihrer Majestät
    - Karl Gustav Oskar von Baranoff (1842–1892), Generalmajor, Oberbefehlshaber der Kaukasischen Truppen (1870–1881)
    - Peter Paul Alexander von Baranoff (Пётр Петрович фон Баранов; 1843–1924), Generalleutnant, Generaladjutant Seiner Majestät ⚭ Olga Valerianowa Bibikova (1846–1933)
- Joachim Klaus Heinrich von Baranoff (1776–1862), Herr auf Waetz und Bremerfeld, Oberstleutnant ⚭ Elisabeth Hay (1772–1852)
  - Nikolai von Baranoff (1808–1863), Porträt-Maler ⚭ Eleonore Abramowsky (1823–1849)
    - Karl Johann Nikolaus von Baranoff (* 1843 in Nürnberg, † 1867 in Sankt Petersburg)
    - Wilhelm Alexander Joachim von Baranoff (1846 in Sankt Petersburg, † 1879 in Wien)
- Trofim Johann Ludwig von Baranoff (* 1779 in Reval, † 1828 in Sankt Petersburg) Ratsherr und Wirklicher Staatsrat ⚭ Juliane von Adlerberg (1789–1864)
  - Nikolai von Baranoff, Graf seit 1846 (Николай Трофимович гр. Баранов; * 1808 in Reval, † 1883 in Sankt Petersburg) Generaladjutant Seiner Majestät ⚭ Elisabeth Poltawzew († 1873 in Nizza)
  - Johann Eduard Graf Baranoff, Graf seit 1846 (Эдуард Трофимович гр. Баранов; * 1811 in Sankt Petersburg, † 1884 in Baden-Baden), General der Infanterie, Generaladjutant Seiner Majestät, Mitglied des Reichsrats, Generalgouverneur der Ostseeprovinzen,  Generalgouverneur von Wilna
  - Paul Graf von Baranoff (1814–1864), Graf seit 1846, Generalmajor, Generalgouverneur von Twer ⚭ Anna Wassiltschikow (1823–1890)
    - Alexei Graf Baranoff (Алексей Павлович гр. Баранов; * 1847) ⚭ Alexandra Wergin (1848–1898)
      - Paul Graf Baranoff (Павел Трофимович гр. Баранов; 1814–1864)
      - Wladimir Alexejewitsch von Baranoff (Владимир Алексеевич гр. Баранов; * 1876 in Sankt Petersburg, † 1964 Argentinien) ⚭ Anna Gräfin Adlerberg (* 1876), Hoffräulein Ihrer Majestät

### III. Haus Pergel-Penningby
Klaus von Baranoff (* 1753 in Reval, † 1814 in Dorpat), Herr auf Pergel und Penningby, Livländischer Landrat, ritterschaftlicher Kurator der Universität Dorpat ⚭ Eleonora Freiin Gyllenstjerna af Lundholm (1759–1800)
- Christoph Peter Friedrich von Baranoff (1786–1857) Herr auf Penningby, Kreisdeputierter, Staatsrat ⚭ Charlotte von Fock (1785–1862)
- Iwan von Baranoff (1811–1852), Oberst
- Woyn von Baranoff (1813–1899) Herr auf Penningby, Stabskapitän, Landrat ⚭ Elvire Gräfin von Mellin (1810–1902)
- Moritz von Baranoff  (Евстафий Евстафьевич Баранов, * 1790 in Pergel, † 1845 in  Mohilew), Generalleutnant ⚭ Johanna von Baranoff a.d.H. Lechtigall (1800–1870)
  - Nikolai Karl von Baranoff  (Николай Евстафьевич Баранов, * 1825 in Dubno, † Sankt Petersburg), Herr auf Lobatschwew und Dobryn (Majorat in Polen), Generalleutnant ⚭ Alexandra von Prittwitz und Gaffron (* 1838)
  - Alexander Ludwig (Александр Евстафьевич Баранов, 1837–1905), Generalleutnant ⚭ Katharina Lenartzen (* 1851)